# 土屋昌恆
土屋昌恆（1556年－1582年4月3日）是日本戰國時代武將。武田氏家臣、譜代家老眾。父親是金丸筑前守（虎義）。成為今川氏舊臣、武田家海賊眾土屋貞綱的養子。

## 生平

### 早年
在弘治2年（1556年）出生，家中五男。仕於武田信玄。次兄昌續在永祿4年（1561年）9月的川中島之戰以後，被賜予土屋氏的名號。另一方面，養父貞綱出自今川家臣岡部氏，在永祿11年（1568年）的駿河侵攻以後，成為武田家的海賊眾，在永祿13年（1570年）改姓名為土屋豐前守。天正3年（1575年）5月21日，昌續和貞綱在長篠之戰中戰死，於是昌恆繼承土屋氏，率領昌續和貞綱兩方的家臣。主要跟隨信玄的兒子勝賴，在東海道和關東地方戰鬥。

### 天目山之戰

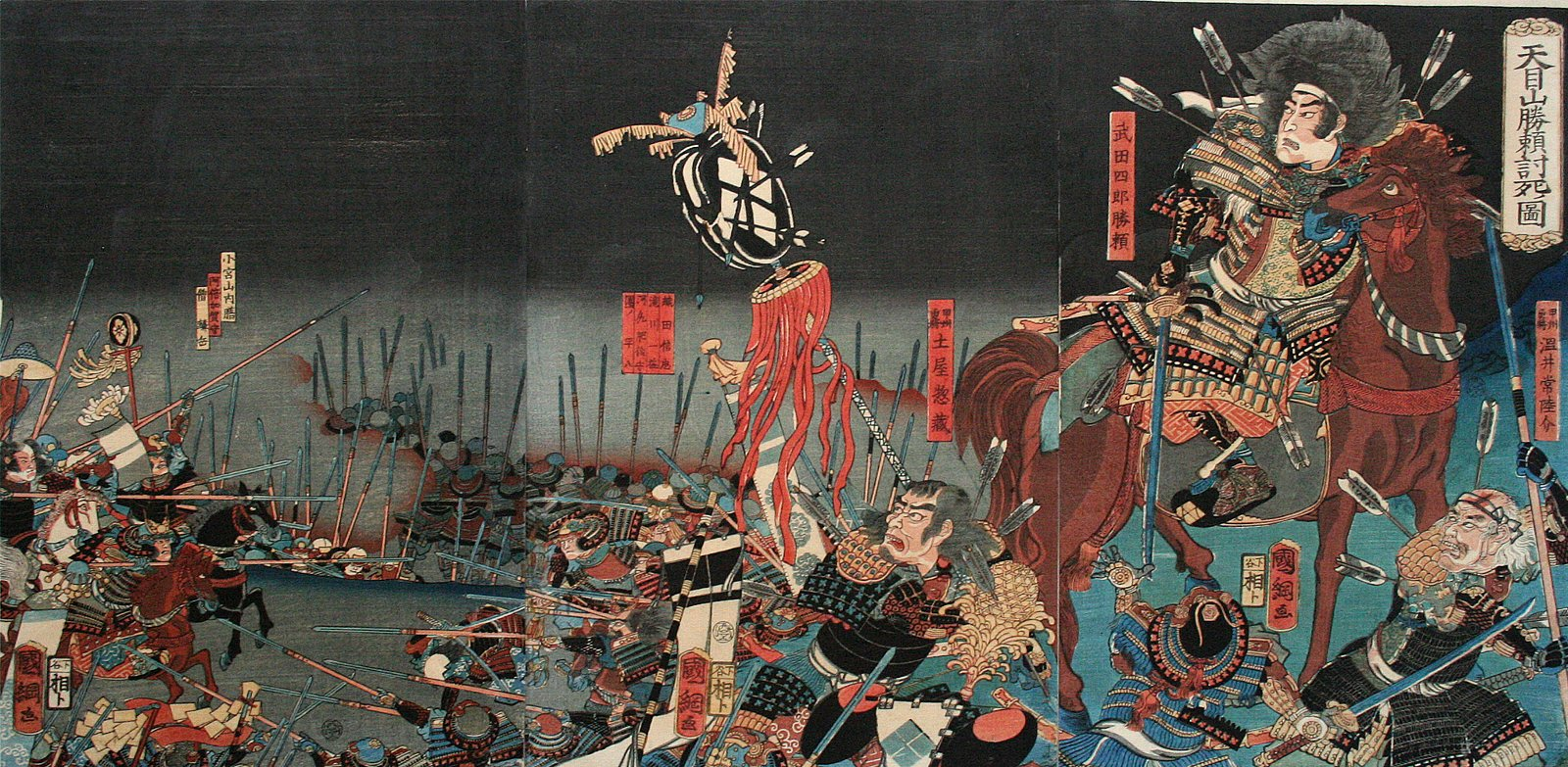
『天目山勝賴討死圖』（歌川國綱畫）
中央部分是「土屋惣藏」。

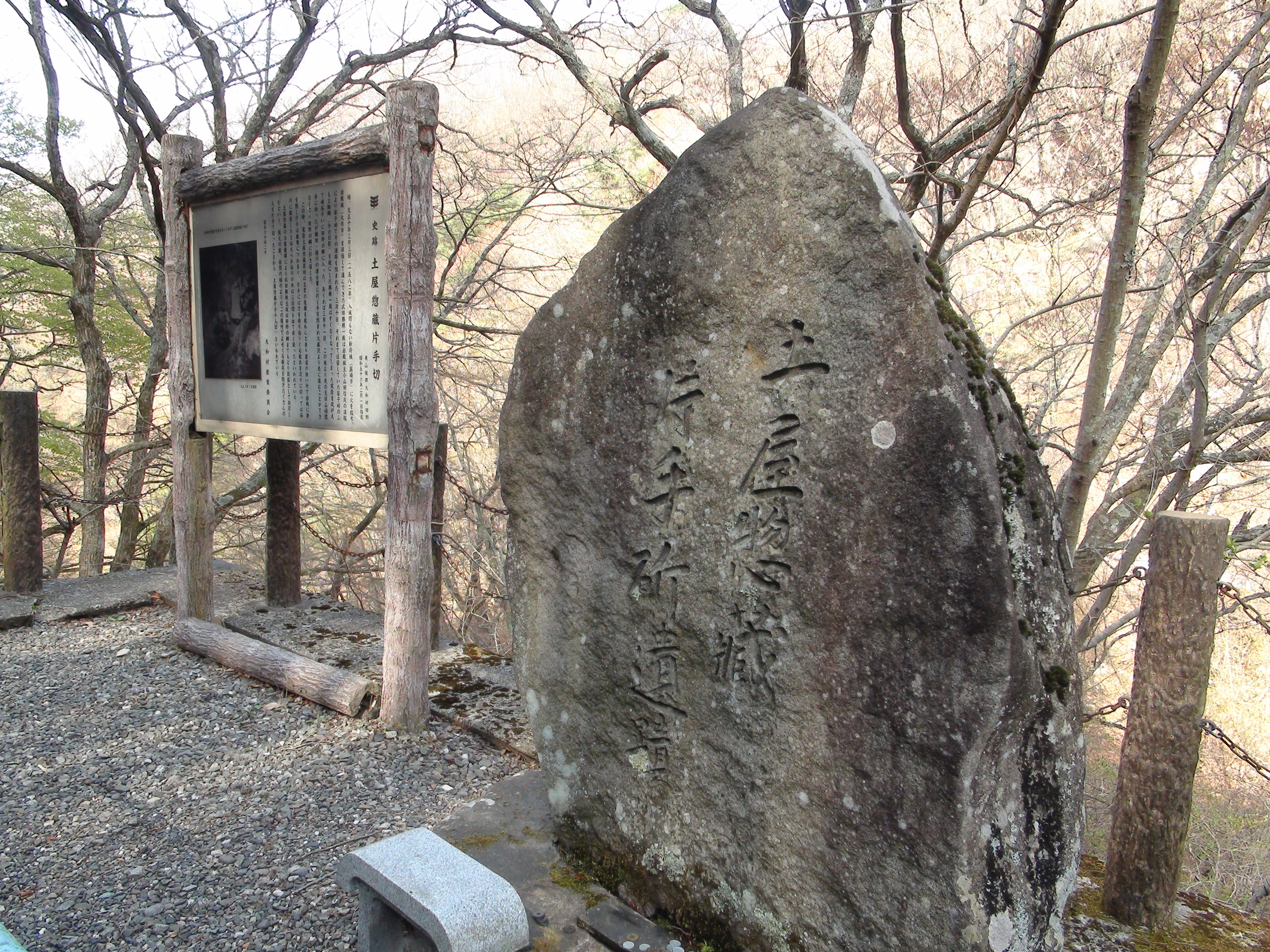
天目山的崖邊「片手切り」的史跡

天正10年（1582年）3月，織田氏‧德川氏連合軍發動甲州征伐。同年3月1日，奉上最後的龍朱印狀（『新編會津風土記』）。在勝賴一行人投靠小山田信茂逃向郡內，得知信茂離反而動搖的勝賴側近的跡部勝資，對其責備（『甲亂記』）。在勝賴被瀧川一益隊追到天目山並有自殺的覺悟時，為勝賴的自殺拖延時間，與織田軍奮戰，最後戰死（『信長公記』、『甲亂記』、『甲陽軍鑑』），享年26歲。德川家臣大久保忠教讚賞忠恆的活躍（『三河物語』）。在此戰後被稱為「片手千人斬」（片手千人斬り）。武田家滅亡後，同年10月9日，土屋民部少輔在高野山成慶院中供養昌恆，法名是忠叟道節大禪門院。

## 子孫
兒子忠直被母親帶走並逃出（『寬政重修諸家譜』）。天正10年（1582年）6月，甲斐在天正壬午之亂後被三河國的德川家康佔領，忠直的同心7十人被編入德川家臣井伊直政之下，天正壬午之亂時，對家康發誓忠誠並提交天正壬午起請文。忠直自身在天正16年（1588年）拜謁家康，被家康的側室阿茶局養育。慶長7年（1602年），忠直成為上總久留里藩的大名。